# レスリー・グロスマン
レスリー・グロスマン（Leslie Grossman 、本名：Leslie Erin Grossman、1971年10月25日）は、アメリカ合衆国の女優。

## 来歴
1971年10月にカリフォルニア州ロサンゼルスで生まれる。ユダヤ系アメリカ人の家系だった。高校を卒業後はサンタモニカにある芸術学校を経て、サラ・ローレンス大学へ進学。
1998年から女優としてのキャリアをスタートさせ、1999年にライアン・マーフィーによるコメディドラマ『Popular』の準レギュラーキャスト、メアリー・チェリー役を演じて徐々に認知され始めた。
その後も、主にテレビドラマを中心にキャリアを重ねており、日本でも『恋するマンハッタン』のローレン役として有名である。それ以外では、ライアン・マーフィー企画制作のホラーアンソロジードラマ『アメリカン・ホラー・ストーリー』シリーズへの複数の役柄の出演でも知られている。

### 私生活
結婚して一児の母親でもあったが、2020年に離婚。2016年にはプライベートで日本も訪れており、東京や京都を観光している。

## 出演作品

### 映画
- The Opposite of Sex (1998)
- 待ちきれなくて… Can't Hardly Wait (1998)
- Girl Band (2000)
- デンジャラス・ビューティー2　Miss Congeniality 2: Armed and Fabulous (2005)
- ちっちゃなパイパイ大作戦 Itty Bitty Titty Committee (2007)
- Charlie Girls (2008)

### テレビ
- Popular (1999-2001) メアリー・チェリー役
- 恋するマンハッタン What I Like About You (2002-2006)ローレン役
  - 第16話「不向きな仕事」Holly's First Job
  - 第17話「悲しみに耐えて」The Break Up
- チャームド～魔女三姉妹 Charmed (2002)
- NIP/TUCK マイアミ整形外科医 Nip/Tuck (2003-2008)
- CSI:科学捜査班 3 CSI: Crime Scene Investigation (2003) ＃60「狙われた部屋」
- The Jake Effect (2006)
- アメリカン・ホラー・ストーリー：魔女団 American Horror Story: Coven (2013〜2014)クエンティン・フレミング役
- アメリカン・ホラー・ストーリー：体験談 American Horror Story: Roanoke (2016)クリケット役
- アメリカン・ホラー・ストーリー：カルト American Horror Story: Cult (2017)メドウ・ウィルトン役